# Floride Calhoun
Floride Bonneau Calhoun, née le 15 février 1792 à Charleston (Caroline du Sud) et morte le 25 juillet 1866 à Pendleton (Caroline du Sud), est en sa qualité de femme du 7e vice-président des États-Unis, John Caldwell Calhoun, deuxième dame des États-Unis.

## Biographie
Elle été née Floride Bonneau Colhoun, fille du sénateur John E. Colhoun (en) et de Floride Bonneau. Elle était la nièce de Rebecca Colhoun Pickens, épouse d'Andrew Pickens. Elle épousa John C. Calhoun le 8 janvier 1811. Peu après leur mariage, son mari fut élu au Congrès des États-Unis, laissant sa femme à la tête de sa plantation « Fort Hill (en) » à présent Clemson en Caroline du Sud. Dans les dix-huit ans qui suivirent, elle eut 10 enfants, cinq garçons et cinq filles dont trois moururent en bas âge.
Elle accompagna son mari à Washington en 1817 à l'occasion de sa nomination comme secrétaire à la Guerre des États-Unis.
Huit ans plus tard elle devint Deuxième dame des États-Unis quand son mari fut élu vice-président sous la présidence Jackson, rôle qu'elle tint de 1825 à 1832.

### Affaire Petticoat
Pendant la vice-présidence de son mari elle fut mêlée à un scandale impliquant Margaret O'Neill Eaton, femme du secrétaire à la Guerre John Eaton dans ce qui allait devenir l'« affaire Petticoat ». Calhoun avait organisé une coalition entre les épouses des membres du cabinet présidentiel contre Peggy Eaton dont Calhoun avait découvert qu'elle avait commis l'adultère avec Eaton alors qu'elle était encore unie à son premier mari, John B. Timberlake John B. Timberlake (en). Cette « coalition » entraîna la chute du cabinet sauf celle du secrétaire d'État Martin Van Buren qui était veuf. L'ostracisme dont fut victime Mme Eaton de la part de Calhoun détériora davantage encore les relations déjà mauvaises entre le vice-président Calhoun et le Président Andrew Jackson.

## Retour en Caroline du Sud
À la suite de la démission de son mari du poste de vice-président et après son élection au Sénat, elle retourna à « Fort Hill », reprenant son ancien statut de maîtresse de la plantation. Son mari mourut en 1850. En 1854, elle vendit la plantation à son fils aîné, Andrew Pickens Calhoun, en en conservant l'hypothèque. Elle déménagea en 1855 pour une plus petit maison à Pendleton Pendleton, qu'elle appela « Mi Casa ». Elle souffrit la mort de six de ses sept enfants survivants. Après la mort d'Andrew en 1865, elle engagea une procédure de saisie immobilière contre les héritiers de celui-ci.
À la suite de sa mort en 1866, la plantation fut vendue aux enchères à Walhalla (Caroline du Sud) en 1872 au terme d'une longue bataille de procédure. L’exécuteur testamentaire remporta les enchères et la propriété fut partagée entre les héritiers survivants. Sa fille et son beau-fils, Thomas Green Clemson (en), obtinrent environ les 3/4 de la plantation y compris la demeure, et son arrière-petite-fille, Floride Isabella Lee, reçu le solde.